# Eleição municipal de Nossa Senhora do Socorro em 2020
A eleição municipal de Nossa Senhora do Socorro em 2020 foi realizada em 15 de novembro. Os socorrenses aptos a votar elegeram prefeito, um vice-prefeito e 24 vereadores para o mandato de 1° de janeiro de 2021 a 31 de dezembro de 2024. Originalmente, as eleições ocorreriam em 4 de outubro (primeiro turno) e 25 de outubro (segundo turno) (para cidades acima de 200 mil habitantes), porém, com o agravamento da pandemia do novo coronavírus (SARS-CoV-2), causador da Covid-19, as datas foram modificadas com a promulgação da Emenda Constitucional nº 107/2020. No pleito realizado em 15 de novembro, o atual prefeito Padre Inaldo, do PP,  foi re-eleito prefeito de Nossa Senhora do Socorro com 27.042 votos (32,91% dos votos válidos), sendo o segundo colocado, o deputado estadual Dr Samuel, do Cidadania, que recebeu 24.018 votos (29,23% dos votos válidos).

## Contexto político e pandemia
As eleições municipais de 2020 estão sendo marcadas, antes mesmo de iniciada a campanha oficial, pela pandemia do coronavírus SARS-CoV-2 (causador da COVID-19), o que está fazendo com que os partidos remodelem suas metodologias de pré-campanha. O Tribunal Superior Eleitoral (TSE) autorizou os partidos a realizarem as convenções para escolha de candidatos aos escrutínios por meio de plataformas digitais de transmissão, para evitar aglomerações que possam proliferar o vírus. Alguns partidos recorreram a mídias digitais para lançar suas pré-candidaturas. Além disso, a partir deste pleito, será colocada em prática a Emenda Constitucional 97/2017, que proíbe a celebração de coligações partidárias para as eleições legislativas, o que pode gerar um inchaço de candidatos ao legislativo. Conforme reportagem publicada pelo jornal Brasil de Fato em 11 de fevereiro de 2020, o país poderá ultrapassar a marca de 1 milhão de candidatos a prefeito, vice-prefeito e vereador neste escrutínio, o que não seria necessariamente bom, na opinião do professor Carlos Machado, da UnB (Universidade de Brasília): “Temos o hábito de criticar de forma intensa a coligação partidária, sem parar para refletir sobre os elementos positivos dela. O número de candidatos que um partido pode apresentar numa eleição, varia se ele estiver dentro de uma coligação, porque quando os partidos participam de uma coligação, eles são considerados como um único partido", afirmou Machado na reportagem.

## Candidatos à prefeitura
Sete candidatos disputam a prefeitura de Nossa Senhora do Socorro:
| Prefeito(a)        | Prefeito(a) | Prefeito(a) | Cargo político anterior                                | Vice-Prefeito(a)  | Vice-Prefeito(a) | Vice-Prefeito(a) | Coligação                                                                   | Número eleitoral |
| Candidato          | Partido     | Partido     | Cargo político anterior                                | Candidato         | Partido          | Partido          | Coligação                                                                   | Número eleitoral |
| Dr Gilson          |             | PSOL        | Sem cargo político anterior                            | Caio Rezende      |                  | PSOL             | Sem coligação                                                               | 50               |
| Dr Samuel          |             | Cidadania   | Deputado estadual de Sergipe (2019-atualmente)         | Dr Vagner Rogeris |                  | PL               | Muda Socorro Cidadania, PL, Patriota                                        | 23               |
| Fábio Henrique     |             | PDT         | Deputado federal por Sergipe (2019-2023)               | Maria da Taiçoca  |                  | PSD              | Socorro Feliz de Novo PDT, PSD, PSC, PTB, PSDB                              | 12               |
| Padre Inaldo       |             | PP          | Prefeito de Nossa Senhora do Socorro (2017-atualmente) | Manelito Franco   |                  | DEM              | Socorro Avança com Trabalho PP, DEM, MDB, PCdoB, Republicanos, Avante, PRTB | 11               |
| Eliana da Sopa     |             | PSL         | Sem cargo político anterior                            | Zé Brasileiro     |                  | PSL              | Sem coligação                                                               | 17               |
| Klewerton Siqueira |             | PT          | Sem cargo político anterior                            | Coronel Mendes    |                  | PT               | Socorro Quer a Novidade PT, REDE, PROS                                      | 13               |

#### Renúncia
| Prefeito(a) | Prefeito(a) | Prefeito(a) | Cargo político anterior     | Vice-Prefeito(a) | Vice-Prefeito(a) | Vice-Prefeito(a) | Coligação     | Número eleitoral |
| Candidato   | Partido     | Partido     | Cargo político anterior     | Candidato        | Partido          | Partido          | Coligação     | Número eleitoral |
| Santos      |             | DC          | Sem cargo político anterior | Mozart           |                  | DC               | Sem coligação | 27               |

## Resultados da eleição
Segundo os dados do Tribunal Superior Eleitoral, em Nossa Senhora do Socorro, 92.072 eleitores (84,38% do eleitorado) compareceram às urnas e 17.046 eleitores (15,62% do eleitorado) se abstiveram de votar.

### Prefeito
Conforme dados do Tribunal Superior Eleitoral, foram apurados 82.160 votos válidos (89,23%), 3.365 votos em branco (3,66%) e 6.547 votos nulos (7,11%), resultando no comparecimento de 92.072 eleitores.
| Candidato(a)           | Votos  | Porcentagem |
| ---------------------- | ------ | ----------- |
| Padre Inaldo PP        | 27.042 | 32,91%      |
| Dr Samuel Cidadania    | 24.018 | 29,23%      |
| Fábio Henrique PDT     | 23.912 | 29,1%       |
| Klewerton Siqueira PT  | 4.253  | 5,18%       |
| Eliana da Sopa PSL     | 2.685  | 3,27%       |
| Dr Gilson PSOL         | 250    | 0,3%        |
| Total de votos válidos | 82.160 | 89,23%      |
| Votos em branco        | 3.365  | 3,65%       |
| Votos nulos            | 6.504  | 7,06%       |

| Partido | Partido   | Candidato | Votos  | Votos (%) |
| ------- | --------- | --------- | ------ | --------- |
|         | PP        | Inaldo    | 27 042 | 32,91%    |
|         | Cidadania | Samuel    | 24 018 | 29,23%    |
|         | PDT       | Fábio     | 23 912 | 29,1%     |
|         | PT        | Klewerton | 4 253  | 5,18%     |
|         | PSL       | Eliana    | 2 685  | 3,27%     |
|         | PSOL      | Gilson    | 250    | 0,3%      |
| Totais  | Totais    | Totais    | 82 160 |           |

### Vereadores eleitos
Foram eleitos vinte e um vereadores para a Câmara Municipal de Nossa Senhora do Socorro. Conforme o Tribunal Superior Eleitoral, foram apurados 81.899 votos nominais (95,76%) e 3.630 votos de legenda (4,24%) resultando em 85.529 votos válidos. Esta quantidade de votos válidos (92,89%), somada aos 2.122 votos em branco (2,31%) e 3.860 votos nulos (4,19%), resultou no comparecimento de 92.072 eleitores.
| Número | Candidato(a)           | Partido      | Votos | Porcentagem |
| ------ | ---------------------- | ------------ | ----- | ----------- |
| 11111  | Elmo Paixão            | PP           | 1.924 | 2,23%       |
| 10000  | Leozinho Filho         | Republicanos | 1.756 | 2,04%       |
| 11333  | Eliel Felipe           | PP           | 1.536 | 1,78%       |
| 65000  | Conceição da Millenium | PCdoB        | 1.457 | 1,69%       |
| 15000  | Chicão                 | MDB          | 1.453 | 1,69%       |
| 15123  | Betinho                | MDB          | 1.436 | 1,67%       |
| 12345  | Alan Mota              | PDT          | 1.433 | 1,66%       |
| 12111  | Aldon Oliveira         | PDT          | 1.387 | 1,61%       |
| 12000  | Panzuar                | PDT          | 1.374 | 1,60%       |
| 70777  | Pastor Joanan Menezes  | Avante       | 1.296 | 1,51%       |
| 65123  | Fernanda Estevez       | PCdoB        | 1.173 | 1,36%       |
| 10123  | Leo Rocha              | Republicanos | 1.118 | 1,3%        |
| 70000  | Irmão Robson           | Avante       | 997   | 1,16%       |
| 10300  | Thays Moreira          | Republicanos | 978   | 1,14%       |
| 14222  | Teta do Camarão        | PTB          | 905   | 1,05%       |
| 23000  | Alex Neguinho          | Cidadania    | 847   | 0,98%       |
| 14000  | Barbosinha de Socorro  | PTB          | 844   | 0,98%       |
| 55555  | Tiago Azevedo          | PSD          | 807   | 0,94%       |
| 22022  | Rosy Lima              | PL           | 802   | 0,93%       |
| 14400  | Geová de Jesus         | PTB          | 743   | 0,86%       |
| 13444  | Jeane do Posto         | PT           | 659   | 0,77%       |